# Dicranopalpus cantabricus
Dicranopalpus cantabricus is een hooiwagen uit de familie echte hooiwagens (Phalangiidae).